# Kinoshita Naoe

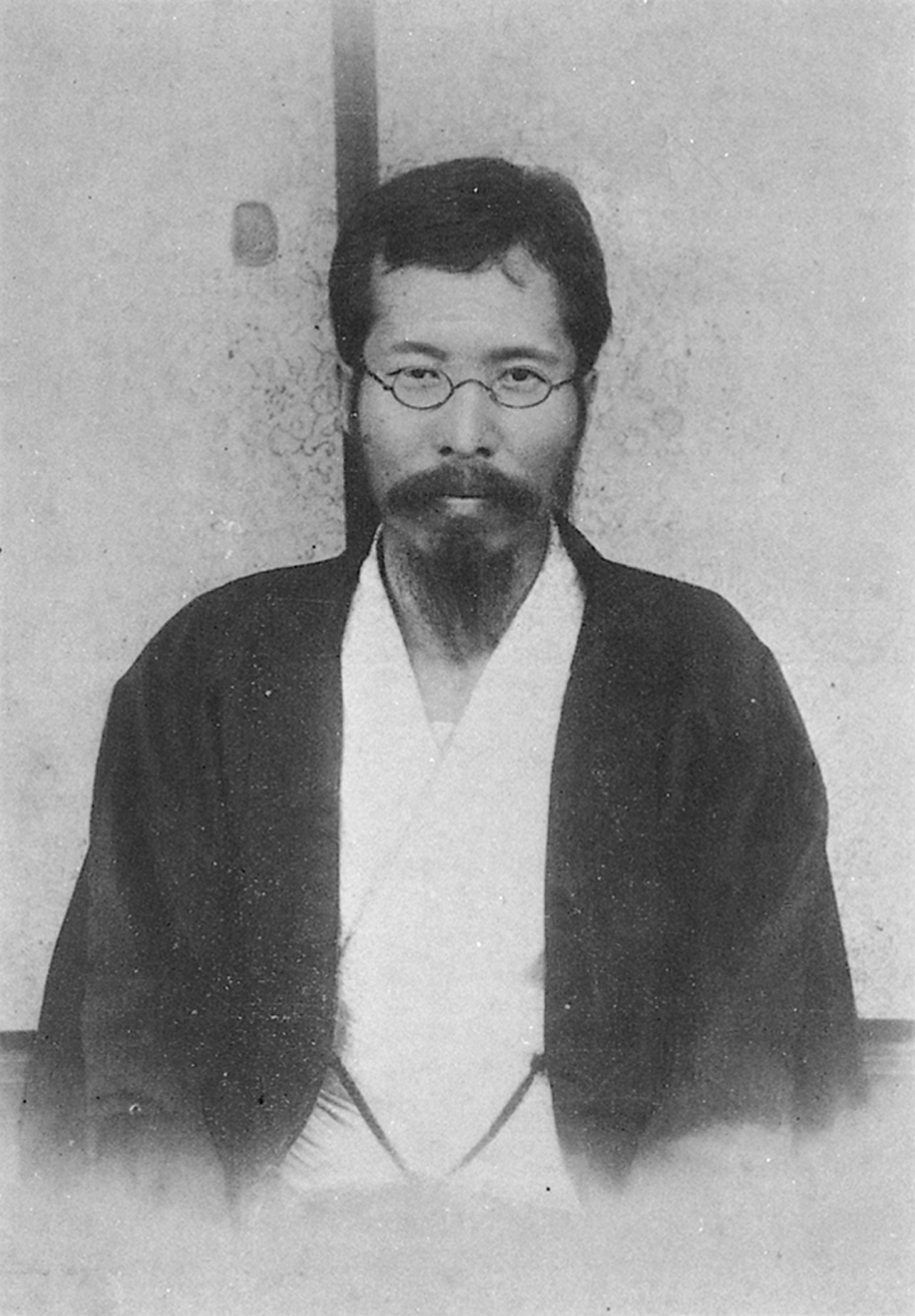
Kinoshita Naoe

Kinoshita Naoe (japanisch 木下 尚江; * 12. Oktober 1869 (traditionell: Meiji 2/9/8) in Matsumoto; † 5. November 1937) war ein japanischer Schriftsteller, Sozialist und christlicher Pazifist.

## Leben und Wirken
Kinoshita stammte aus einer niederen Samurai-Familie. Er machte seinen Studienabschluss an der „Tōkyō semmon gakkō“ (東京専門学校), der Vorläufereinrichtung der heutigen Waseda-Universität und arbeitete dann als Journalist und Rechtsanwalt in Nagano. Er trat 1893 zum Christentum über und kam wegen seiner Unterstützung der Frauenrechtsbewegung ins Gefängnis. 1899 wurde Mitarbeiter der Zeitung Yokohama Mainichi Shimbun in Tōkyō. Er begann, sich für soziale Fragen, insbesondere die Lage der Bergarbeiter im Ashio-Kupferbergwerk, zu interessieren und gehörte 1901 neben Abe Isoo, Sen Katayama, Kawakami Kiyoshi, Kōtoku Shūsui und Nishikawa Kōjirō zu den Gründern der rasch verbotenen „Shakai Minshutō“ („Sozialdemokratische Partei“).  Ab 1903 war er Mitarbeiter der sozialistischen Zeitschrift „Heimin Shimbun“ (平民新聞), „Volkszeitung“, die von Kōtoku mitbegründet wurde.
1904 schrieb Kinoshita während des Russisch-Japanischen Krieges den von seiner christlich-sozialistischen Haltung geprägten Antikriegs-Roman „Hi no hashira“ (火の柱), „Die Feuersäule“ (Bezug auf Ex 12,21–22 ), der 1910 verboten wurde. 1905 trat er bei den Wahlen in Japan erfolglos als sozialistischer Kandidat an. Nachdem im selben Jahr die Heimin Shimbun verboten worden war, wurde er Mitarbeiter der christlich-sozialistischen Zeitschrift „Shin Kigen“ (新紀元) – „Neue Zeit“. Er verfasste weitere sozialistisch und pazifistisch geprägte Romane wie „Ryōjin no jihaku“ (良人の自白) – „Bekenntnisse eines Ehemannes“. Nach dem Tode seiner Mutter im Jahre 1910 wandte er sich von der Politik ab und widmete sich zwei Jahrzehnte lang der Meditation im „stillen Sitzen“ (岡田式静座法).

## Werke
- Pillar of Fire (火の柱, Hi no Hashira), englische Übersetzung von Kenneth Strong, London, 1972, ISBN 978-0-04-823097-3